# Индекс человеческого развития
И́ндекс челове́ческого разви́тия (ИЧР), до 2013 года — «И́ндекс разви́тия челове́ческого потенциа́ла» (ИРЧП) — интегральный показатель, рассчитываемый ежегодно для межстранового сравнения и измерения уровня жизни, грамотности, образованности и долголетия как основных характеристик человеческого потенциала исследуемой территории. Он является стандартным инструментом при общем сравнении уровня жизни различных стран и регионов. Индекс был разработан в 1990 году группой экономистов во главе с пакистанским финансистом Махбубом уль-Хаком; его концептуальная структура была создана благодаря работе индийского экономиста Амартии Сена. Индекс публикуется в рамках Программы развития ООН в ежегодных отчётах о развитии человеческого потенциала с 1990 года.
При подсчёте ИЧР учитываются 3 вида показателей:
- Ожидаемая продолжительность жизни — оценивает долголетие.
- Уровень грамотности населения страны (среднее количество лет, потраченных на обучение) и ожидаемая продолжительность обучения.
- Уровень жизни, оценённый через ВНД на душу населения по паритету покупательной способности (ППС) в долларах США.

Разработана и научно обоснована обобщённая система показателей, характеризующая количественные и качественные характеристики социально-экономической дифференциации социального развития, включающая:
- коэффициент дифференциации индекса развития человеческого потенциала, характеризующий степень различия в социально-экономическом развитии анализируемых стран, регионов внутри страны, социальных групп;
- коэффициент дифференциации индекса здоровья (долголетия), показывающий, насколько состояние здоровья в одной стране, регионе лучше, чем в другом;
- коэффициент дифференциации индекса образования. Такой показатель определяет степень превышения уровня образования населения в одной стране (регионе или другом объекте исследования) над уровнем образования (грамотности) населения другой страны;
- коэффициент дифференциации индекса дохода, определяющий степень экономической дифференциации анализируемых стран или регионов;
- коэффициент дифференциации индекса смертности как показатель различия в состоянии здоровья сравниваемых стран или регионов;
- коэффициент дифференциации уровня профессионального образования, отражающий различия в степени охвата обучением второй и третьей ступени образования в исследуемых странах или регионах.

В 2010 году семейство индикаторов, которые измеряют ИЧР, было расширено, а сам индекс подвергся существенной корректировке. В дополнение к используемому ИЧР, который является сводным показателем, опирающимся на среднестрановые статистические данные и не учитывающим внутреннего неравенства, были введены три новых индикатора: Индекс человеческого развития, скорректированный с учётом социально-экономического неравенства (ИЧРН), Индекс гендерного неравенства (ИГН) и Индекс многомерной бедности (ИМБ).
В зависимости от значения ИЧР страны принято классифицировать по уровню развития: очень высокий (42 страны), высокий (43 страны), средний (42 страны) и низкий (42 страны) уровень.
В некоторых переводах оригинального термина Human Development Index (HDI) его также называют Индекс гуманитарного развития (ИГР).

## Публикация данных
Как и многие другие показатели, требующие международного сопоставления, индекс человеческого развития публикуется по датам не менее чем через 2 года после их публикации национальными статистическими службами.

## Метод, используемый для вычисления ИЧР
Для перевода любого показателя {\displaystyle x} в индекс, значение которого заключено между 0 и 1 (это позволит складывать различные показатели), используется следующая формула: {\displaystyle x}-индекс = {\displaystyle {\frac {x-\min \left(x\right)}{\max \left(x\right)-\min \left(x\right)}}}, где {\displaystyle \min \left(x\right)} и {\displaystyle \max \left(x\right)} являются минимальным и максимальным значениями показателя {\displaystyle x} среди всех исследуемых стран.
Индекс человеческого развития (ИЧР) определённой страны зависит от трёх следующих показателей:
1. Индекс ожидаемой продолжительности жизни (LEI) = {\displaystyle {\frac {LE-20}{85-20}}}.
2. Индекс образования (EI) = {\displaystyle {\frac {MYSI+EYSI}{2}}}.
  - Индекс средней продолжительности обучения (MYSI) = {\displaystyle {\frac {MYS}{15}}}.
  - Индекс ожидаемой продолжительности обучения (EYSI) = {\displaystyle {\frac {EYS}{18}}}.
3. Индекс дохода (II) = {\displaystyle {\frac {\ln(GNIpc)-\ln(100)}{\ln(75000)-\ln(100)}}}.

ИЧР является средним геометрическим этих трёх индексов: {\displaystyle HDI={\sqrt[{3}]{LEI\times EI\times II}}}.
- LE — ожидаемая продолжительность жизни.
- MYS — средняя продолжительность обучения населения в годах.
- EYS — ожидаемая продолжительность обучения населения, ещё получающего образование, в годах.
- GNIpc — ВНД на душу населения по ППС в долларах США.

## Доклад о человеческом развитии 2019

### Список стран с очень высоким ИРЧП в Отчёте 2014 года за 2013 год
Официальная публикация доклада состоялась 24 июля 2014 года в Токио. Отчёт был составлен на основании статистических данных за 2013 год.
1. Норвегия 0,891 (▬)
2. Австралия 0,860 (▬)
3. Нидерланды 0,854 (▲ 1)
4. Швейцария 0,847 (▲ 3)
5. Германия 0,846 (▬)
6. Исландия 0,843 (▲ 2)
7. Швеция 0,840 (▼ 4)
8. Дания 0,838 (▲ 1)
9. Канада 0,833 (▲ 4)
10. Ирландия 0,832 (▼ 4)
11. Финляндия 0,830 (▬)
12. Словения 0,824 (▼ 2)
13. Австрия 0,818 (▼ 1)
14. Люксембург 0,814 (▲ 3)
15. Чехия 0,813 (▼ 1)
16. Великобритания 0,812 (▲ 3)
17. Бельгия 0,806 (▼ 2)
18. Франция 0,804 (▬)
19. Израиль 0,793 (▲ 1)
20. Япония 0,779 (▼ 10)
21. Словакия 0,778 (▲ 1)
22. Испания 0,775 (▼ 2)
23. Италия 0,768 (▲ 1)
24. Эстония 0,767 (▲ 1)
25. Греция 0,762 (▲ 2)
26. Мальта 0,760 (▼ 3)
27. Венгрия 0,757 (▼ 1)
28. США 0,755 (▼ 12)
29. Польша 0,751 (▲ 1)
30. Кипр 0,752 (▼ 1)
31. Литва 0,746 (▲ 2)
32. Португалия 0,739 (▬)
33. Республика Корея 0,736 (▼ 5)
34. Латвия 0,725 (▲ 1)
35. Хорватия 0,721 (▲ 4)
36. Аргентина 0,680 (▲ 7)
37. Чили 0,661 (▲ 4)

### Список стран с очень высоким ИЧРП в Отчёте 2013 года за 2012 год
1. Япония 0,955 (▬)
2. Австралия 0,938 (▬)
3. США 0,937 (▲ 1)
4. Нидерланды 0,921 (▼ 1)
5. Германия 0,920 (▲ 4)
6. Новая Зеландия 0,919 (▼ 1)
7. Ирландия 0,916 (▬)
8. Швеция 0,916 (▲ 2)
9. Швейцария 0,913 (▲ 2)
10. Норвегия 0,912 (▲ 2)
11. Канада 0,911 (▼ 5)
12. Республика Корея 0,909 (▲ 3)
13. Гонконг 0,906 (▬)
14. Исландия 0,906 (▬)
15. Дания 0,901 (▲ 1)
16. Израиль 0,900 (▲ 1)
17. Бельгия 0,897 (▲ 1)
18. Австрия 0,895 (▲ 1)
19. Сингапур 0,895 (▲ 7)
20. Франция 0,893 (▬)
21. Финляндия 0,892 (▲ 1)
22. Словения 0,892 (▼ 1)
23. Испания 0,885 (▬)
24. Лихтенштейн 0,883 (▼ 16)
25. Италия 0,881 (▼ 1)
26. Люксембург 0,875 (▼ 1)
27. Великобритания 0,875 (▲ 1)
28. Чехия 0,873 (▼ 1)
29. Греция 0,860 (▬)
30. Бруней 0,855 (▲ 3)
31. Кипр 0,848 (▬)
32. Мальта 0,847 (▲ 4)
33. Андорра 0,846 (▼ 1)
34. Эстония 0,846 (▬)
35. Словакия 0,840 (▬)
36. Катар 0,834 (▲ 1)
37. Венгрия 0,831 (▲ 1)
38. Барбадос 0,825 (▼ 5)
39. Польша 0,821 (▬)
40. Чили 0,819 (▲ 4)
41. Литва 0,818 (▼ 1)
42. ОАЭ 0,818 (▼ 12)
43. Португалия 0,816 (▼ 2)
44. Латвия 0,814 (▼ 1)
45. Аргентина 0,811 (▬)
46. Сейшельские Острова 0,806 (▲ 6)
47. Хорватия 0,805 (▼ 1)

### Список стран с очень высоким ИЧРП в Отчёте 2011 года за 2009 год
1. Норвегия 0,943 (▬)
2. Австралия 0,929 (▬)
3. Нидерланды 0,910 (▲ 4)
4. США 0,910 (▬)
5. Новая Зеландия 0,908 (▼ 2)
6. Канада 0,908 (▲ 2)
7. Ирландия 0,908 (▼ 2)
8. Лихтенштейн 0,905 (▼ 2)
9. Германия 0,905 (▲ 1)
10. Швеция 0,904 (▼ 1)
11. Швейцария 0,903 (▲ 2)
12. Япония 0,901 (▼ 1)
13. Гонконг 0,898 (▲ 8)
14. Исландия 0,898 (▲ 3)
15. Республика Корея 0,897 (▼ 3)
16. Дания 0,895 (▲ 3)
17. Израиль 0,888 (▼ 2)
18. Бельгия 0,886 (▬)
19. Австрия 0,885 (▲ 6)
20. Франция 0,884 (▼ 6)
21. Словения 0,884 (▲ 8)
22. Финляндия 0,882 (▼ 6)
23. Испания 0,878 (▼ 3)
24. Италия 0,874 (▼ 1)
25. Люксембург 0,867 (▼ 1)
26. Сингапур 0,866 (▲ 1)
27. Чехия 0,865 (▲ 1)
28. Великобритания 0,863 (▼ 2)
29. Греция 0,861 (▼ 7)
30. ОАЭ 0,846 (▲ 2)
31. Кипр 0,840 (▲ 4)
32. Андорра 0,838 (▼ 2)
33. Бруней 0,838 (▲ 4)
34. Эстония 0,835 (▬)
35. Словакия 0,834 (▼ 4)
36. Мальта 0,832 (▼ 3)
37. Катар 0,831 (▲ 1)
38. Венгрия 0,816 (▼ 2)
39. Польша 0,813 (▲ 2)
40. Литва 0,810 (▲ 4)
41. Португалия 0,809 (▼ 1)
42. Бахрейн 0,806 (▼ 3)
43. Латвия 0,805 (▲ 5)
44. Чили 0,805 (▲ 1)
45. Аргентина 0,797 (▲ 1)
46. Хорватия 0,796 (▲ 5)
47. Барбадос 0,793 (▼ 5)

### Список стран с очень высоким ИЧРП в Отчёте 2010 года за 2008 год
Официальная публикация доклада состоялась 4 ноября 2010. В связи с изменением методологии расчёта индекса, положение многих стран в рейтинге развития претерпело серьёзное изменение. Большая часть данных для отчёта получена в 2008 году и ранее.
Ниже представлен список стран с очень высоким индексом развития человеческого потенциала.
1. Норвегия 0,938 (▬)
2. Австралия 0,938 (▬)
3. Новая Зеландия 0,907 (▲ 17)
4. США 0,902 (▲ 9)
5. Ирландия 0,895 (▬)
6. Лихтенштейн 0,891 (▲ 13)
7. Нидерланды 0,890 (▼ 1)
8. Канада 0,888 (▼ 4)
9. Швеция 0,885 (▼ 2)
10. Германия 0,885 (▲ 12)
11. Япония 0,884 (▼ 1)
12. Республика Корея 0,877 (▲ 14)
13. Швейцария 0,874 (▼ 4)
14. Франция 0,872 (▼ 6)
15. Израиль 0,872 (▲ 12)
16. Финляндия 0,871 (▼ 4)
17. Исландия 0,869 (▼ 14)
18. Бельгия 0,867 (▼ 1)
19. Дания 0,866 (▼ 3)
20. Испания 0,863 (▼ 5)
21. Гонконг 0,862 (▲ 3)
22. Греция 0,855 (▲ 3)
23. Италия 0,854 (▼ 5)
24. Люксембург 0,852 (▼ 13)
25. Австрия 0,851 (▼ 11)
26. Великобритания 0,849 (▼ 5)
27. Сингапур 0,846 (▼ 5)
28. Чехия 0,841 (▲ 8)
29. Словения 0,828 (▬)
30. Андорра 0,824 (▲ 2)
31. Словакия 0,818 (▲ 11)
32. ОАЭ 0,815 (▲ 3)
33. Мальта 0,815 (▲ 5)
34. Эстония 0,812 (▲ 6)
35. Кипр 0,810 (▼ 3)
36. Венгрия 0,805 (▲ 7)
37. Бруней 0,805 (▼ 7)
38. Катар 0,803 (▼ 5)
39. Бахрейн 0,801 (▬)
40. Португалия 0,795 (▼ 6)
41. Польша 0,795 (▬)
42. Барбадос 0,788 (▼ 5)

Следующие страны и территории не включены в отчёт из-за отсутствия необходимых данных.

#### Африка
- Эритрея
- Сейшельские Острова
- Сомали

#### Америка
- Антигуа и Барбуда
- Куба
- Доминика
- Гренада
- Сент-Китс и Невис
- Сент-Люсия
- Сент-Винсент и Гренадины

#### Азия
- Бутан
- Ирак
- КНДР
- Ливан
- Оман

#### Европа
- Монако
- Сан-Марино
- Ватикан

#### Океания
- Кирибати
- Маршалловы Острова
- Науру
- Палау
- Самоа
- Тувалу
- Вануату

### Список стран с очень высоким ИЧРП в Отчёте 2009 года за 2007 год
1. Норвегия 0,971 (▲ 1)
2. Австралия 0,970 (▲ 2)
3. Исландия 0,968 (▼ 2)
4. Канада 0,966 (▼ 1)
5. Ирландия 0,965 (▬)
6. Нидерланды 0,964 (▬)
7. Швеция 0,963 (▬)
8. Франция 0,961 (▲ 3)
9. Швейцария 0,960 (▲ 1)
10. Япония 0,960 (▼ 2)
11. Люксембург 0,960 (▼ 2)
12. Финляндия 0,959 (▬)
13. США 0,956 (▲ 2)
14. Австрия 0,955 (▬)
15. Испания 0,955 (▲ 1)
16. Дания 0,955 (▼ 2)
17. Бельгия 0,953 (▬)
18. Италия 0,951 (▲ 1)
19. Лихтенштейн 0,951 ▬)
20. Новая Зеландия 0,950 (▬)
21. Великобритания 0,947 (▬)
22. Германия 0,947 (▲ 1)
23. Сингапур 0,944 (▲ 5)
24. Гонконг 0,944 (▼ 2)
25. Греция 0,942 (▼ 7)
26. Республика Корея 0,937 (▼ 1)
27. Израиль 0,935 (▼ 3)
28. Андорра 0,934 (▬)
29. Словения 0,929 (▼ 3)
30. Бруней 0,920 (▼ 3)
31. Кувейт 0,916 (▼ 2)
32. Кипр 0,914 (▼ 3)
33. Катар 0,910 (▲ 1)
34. Португалия 0,909 (▼ 1)
35. ОАЭ 0,903 (▼ 2)
36. Чехия 0,903 (▼ 1)
37. Барбадос 0,903 (▬)
38. Мальта 0,902 (▼ 2)

### Список стран с очень высоким ИЧРП в Отчёте 2007/2008 года за 2005 год
1. Исландия 0,968 (▬)
2. Норвегия 0,967 (▬)
3. Австралия 0,962 (▬)
4. Канада 0,961 (▲ 2)
5. Ирландия 0,959 (▼ 1)
6. Швеция 0,956 (▼ 1)
7. Швейцария 0,955 (▲ 2)
8. Япония 0,953 (▼ 1)
9. Нидерланды 0,953 (▲ 1)
10. Франция 0,952 (▲ 6)
11. Финляндия 0,952 (▬)
12. США 0,951 (▼ 4)
13. Испания 0,949 (▲ 6)
14. Дания 0,949 (▲ 1)
15. Австрия 0,948 (▼ 1)
16. Бельгия 0,946 (▼ 4)
17. Великобритания 0,946 (▲ 1)
18. Италия 0,945 (▲ 1)
19. Люксембург 0,944 (▼ 6)
20. Новая Зеландия 0,943 (▲ 1)
21. Гонконг 0,937 (▲ 1)
22. Германия 0,935 (▼ 1)
23. Израиль 0,932 (▬)
24. Греция 0,926 (▬)
25. Сингапур 0,922 (▬)
26. Республика Корея 0,921 (▬)
27. Словения 0,917 (▬)
28. Кипр 0,903 (▲ 1)
29. Португалия 0,897 (▼ 1)
30. Бруней 0,894 (▲ 4)

### Список стран с высоким ИЧРП в Отчёте 1990 года
1. Япония 0,996
2. Швеция 0,987
3. Швейцария 0,986
4. Нидерланды 0,984
5. Канада 0,983
6. Норвегия 0,983
7. Австралия 0,978
8. Франция 0,974
9. Дания 0,971
10. Великобритания 0,970
11. Финляндия 0,967
12. ФРГ 0,967
13. Новая Зеландия 0,966
14. Италия 0,966
15. Бельгия 0,966
16. Испания 0,965
17. Ирландия 0,961
18. США 0,961
19. Австрия 0,961
20. Израиль 0,957
21. ГДР 0,953
22. Греция 0,949
23. Гонконг 0,936
24. Чили 0,931
25. Чехословакия 0,931
26. СССР 0,920
27. Болгария 0,918
28. Коста-Рика 0,916
29. Уругвай 0,916
30. Венгрия 0,915
31. Югославия 0,913
32. Аргентина 0,910
33. Польша 0,910
34. Республика Корея 0,903
35. Сингапур 0,899
36. Португалия 0,899
37. Тринидад и Тобаго 0,885
38. Панама 0,883
39. Куба 0,877
40. Мексика 0,876
41. Румыния 0,863
42. Венесуэла 0,861
43. Кувейт 0,839
44. Ямайка 0,824
45. Колумбия 0,801
46. Малайзия 0,800

## Лидеры ИРЧП по годам
- 2021 —  Швейцария
- 2020 —  Норвегия
- 2019 —  Швейцария
- 2018 —  Норвегия
- 2017 —  Норвегия
- 2016 —  Норвегия
- 2015 —  Норвегия
- 2014 —  Норвегия
- 2013 —  Норвегия
- 2012 —  Норвегия
- 2011 —  Норвегия
- 2010 —  Норвегия
- 2009 —  Норвегия
- 2008 —  Исландия
- 2007 —  Исландия
- 2006 —  Норвегия
- 2005 —  Норвегия
- 2004 —  Норвегия
- 2003 —  Норвегия
- 2002 —  Норвегия
- 2001 —  Норвегия
- 2000 —  Канада
- 1999 —  Канада
- 1998 —  Канада
- 1997 —  Канада
- 1996 —  Канада
- 1995 —  Канада
- 1994 —  Канада
- 1993 —  Япония
- 1992 —  Канада
- 1991 —  Япония
- 1990 —  Канада
- 1985 —  Канада
- 1980 —  Швейцария

## Критика
По словам Брайана Каплана, страна бессмертных с бесконечным ВВП на душу населения получила бы ИЧР = 0,666 (ниже, чем в Ираке или Таджикистане), если бы её население было неграмотным и никогда не посещало школу.

## Другие интегральные показатели
Интегральными индексами (composite indices) называют те, которые позволяют вместить в одну шкалу несколько показателей, выявляющих различия по исследуемым объектам с разных сторон, с позиций разных методик. В теории человеческого развития и других смежных областях экономики используют такие интегральные показатели как индексы качества жизни, гендерного неравенства, бедности, здоровья и другие.
Индекс физического качества жизни (Physical Quality-of-Life Index, PQLI) — это попытка измерить качество жизни или благосостояние населения страны. Он был создан в середине семидесятых. Вычисляется как среднее арифметическое из индексированной младенческой смертности, индексированной ожидаемой продолжительной жизни годовалых детей и процента грамотных. В семидесятых индекс подвергся критике из-за того, что младенческая смертность определяется многими теми же факторами, что и продолжительность жизни. Сейчас он используется реже.
Индикатор подлинного прогресса (Genuine Progress Indicator, GPI) — это концепция в «зелёной экономике» и экономике благосостояния, предлагаемая на замену ВВП как измерение экономического роста. Многие защитники GPI утверждают, что в некоторых ситуациях экономический рост может обернуться бедой для общества, поэтому необходим показатель, учитывающий и такие факторы как экологическая обстановка, социальное напряжение, здоровье нации.
Индекс развития с учётом неравенства полов (Gender-related Development Index, GDI) оценивает человеческое развитие по тем же критериям, что и ИРЧП. Различие заключается в том, что чем выше разница в трёх составляющих показателя для мужчин и женщин, тем ниже GDI. Рассчитывается ООН в Докладе о развитии человека.
Индекс гендерного неравенства (англ. The Gender Inequality Index ) — оценивает неравенство в возможностях достижений между мужчинами и женщинами в трёх измерениях: репродуктивном здоровье, расширении прав и возможностей, а также на рынке труда.
Измерение наделённости полномочиям по полам (Gender Empowerment Measure, GEM) фокусируется на неравенстве возможностей полов, а не на их способностях. Индекс основывается на показателях политического участия, экономического участия и статистики денежных доходов. Также рассчитывается ООН.
План благосостояния Вандерфорда-Райли (Vanderford-Riley well-being schedule) — показатель уровня жизни, учитывающий несколько показателей на душу населения. В США к ним относят рабочие часы в неделю, ценность собственного имущества физических лиц, отношение числа собственников имущества к числу несобственников, отношение числа работающих на себя к числу всех трудоустроенных, а также процент людей, способных удовлетворить свои первичные нужды.
Индекс качества жизни по версии Economist Intelligence Unit (The Economist Intelligence Unit’s quality-of-life index). Этот показатель сочетает в себе как объективные данные, получаемые от статистических агентств, так и результаты опросов населения на предмет отношения к различным жизненным явлениям. Индекс рассчитывается на основе 9 факторов: ВВП на душу населения, ожидаемая продолжительность жизни новорождённых, рейтинги политической стабильности и безопасности, число разводов на тысячу человек в год, активность сообществ (религиозных, торговых и других), теплота климата, безработица, индексы политической и гражданской свободы, соотношение доходов мужчин и женщин. У индекса качества жизни и у ИРЧП разные задачи, поэтому различны и рейтинги стран по ним. В таблице приведено сравнение этих показателей и ВВП на душу населения за 2005 год для некоторых стран.
Валовое национальное счастье (ВНС) — попытка определить жизненный стандарт через психологические и холистические ценности. Термин Gross National Happiness появился в противопоставление Gross National Product. Это понятие ввёл четвёртый король Бутана Джигме Сингье Вангчук в 1972 году. Смысл этого понятия для Бутана состоит в развитии такой экономики, которая соответствовала бы уникальной бутанской культуре, основанной на буддийских духовных ценностях. Духовные ценности и моральные цели трудно поддаются оценке и планированию, поэтому ВНС — это лозунг для целей пятилетнего планирования развития экономики. Общепринятого численного показателя концепция не имеет.